# アマルフィ公国

アマルフィ公国
Ducato di Amalfi

1000年頃のイタリア半島。黄色で示されている小さい国がアマルフィ。

アマルフィ公国 (Ducato di Amalfi) またはアマルフィ共和国 (Repubblica di Amalfi) は、南イタリアのアマルフィを中心に9世紀から12世紀にかけて存在した海洋都市国家。

## 概要
ピサ、ジェノバ、ヴェネツィアなど、北部の都市国家が台頭するまでは、イタリアの商業の中心地として地中海貿易を支配していた。地中海貿易の先駆的存在であり、初めて海商法を整備した国でもあったことから、アマルフィの海商法は国家としてのアマルフィが衰退した後も1570年頃まで使われ続けた。

## 歴史
アマルフィの町は339年に設置された交易所を起源としている。元々は、東ローマ帝国系のナポリ公国に支配されていた地域であった。838年にランゴバルド人に占領されるが、翌年にランゴバルド人を追放すると、知事を選出して自治共和国としての形を整え始める。958年には元首を選出して公国となり、間もなく最盛期を迎える。
しかし11世紀に入ると、政権は次第に不安定になっていき、サレルノ公国からの介入を許すようになる。その後、1073年、ノルマン人のロベルト・イル・グイスカルドによって征服されると、アマルフィ公の地位も彼の息子に奪われ、独立を失う。1096年に反乱が起きるが、1101年に鎮圧される。1130年に再度反乱が起きるが、逆に1131年、ルッジェーロ2世によってシチリア王国に併合されることになる。1135年および1137年にはピサの攻撃を受け、以後は都市としてのアマルフィも急速に衰退していくことになる。